# Нерукотворные
Акеропита (ахиропиита греч. αχειροποίητα: «ἀ-» — отсутствие или отрицание, «χείρ» — рука, «ποιείν» — творить) — предметы, которые «не сделаны человеческой рукой». В христианстве используется для обозначения икон, сакральных изображений, которые принято считать имеющими божественное происхождение. Эти изображения уже не являются творением художника и считаются реликвиями.

## Самые известные акеропиты
- Спас Нерукотворный — плат, на котором отпечатался лик Иисуса Христа.
- Плат Вероники — плат, на котором отпечатался лик Иисуса Христа во время шествия на Голгофу.
- Туринская плащаница — плащаница, на которой запечатлился силуэт, который считают принадлежащим Иисусу. Находится в Туринском соборе.
- Сударь (Плат) — плат, который был на главе Его, не с пеленами лежащий, но особо свитый на другом месте.
- Лиддская икона Божией Матери, появившаяся, по преданию, на столбе церкви в городе Лидда.
- Изображение Девы Марии Гваделупской, находится в Базилике Божией Матери Гваделупской, Мехико, Мексика.